# The Mines of Sulphur
The Mines of Sulphur (título original en inglés; en español, Las minas de azufre) es una ópera en tres actos, la primera del compositor Richard Rodney Bennett y libreto en inglés de Beverley Cross, basado en su obra Scarlet Ribbons, por sugerencia de Colin Graham, quien dirigió la primera producción en 1965. La ópera está dedicada a Benjamin Britten, cuyo Festival de Aldeburgh había encargado originalmente la ópera.  
The Mines of Sulphur se estrenó el 24 de febrero de 1965 en el Teatro Sadler's Wells de Londres. Luego tuvo numerosas representaciones incluyendo Colonia, Marsella, Milán, Toronto, Los Ángeles y Nueva York (en la Juilliard School). La mayor parte de las producciones fueron bien recibidas, excepto la que dirigió John Huston en La Scala. Después de mediados de los setenta, sin embargo, la obra fue casi olvidada, hasta una popular reposición por Glimmerglass Opera en 2004. La producción Glimmerglass fue entonces llevada a la Ópera de la ciudad de Nueva York, y también grabada comercialmente en 2005. Tuvo siete representaciones en el Festival de Ópera de Wexford en 2008.